# Sparta (album de M.O.P. et Snowgoons)
Pour les articles homonymes, voir Sparta.
Albums par M.O.P.
Foundation
(2009) Street Certified
(2014)
Albums par Snowgoons
Your Favorite MC
(2011) Terroristen Volk
(2012)
Sparta est un album collaboratif de M.O.P. et Snowgoons, sorti le 21 novembre 2011.
L'album s'est classé 67e au Top R&B/Hip-Hop Albums.

## Liste des titres
| No  | Titre                  | Durée |
| --- | ---------------------- | ----- |
| 1.  | Sparta                 | 3:38  |
| 2.  | Back at It             | 3:37  |
| 3.  | Get Yours              | 3:48  |
| 4.  | Blasphemy (Blast 4 Me) | 3:40  |
| 5.  | Opium                  | 3:24  |
| 6.  | Hard Niggaz            | 2:40  |
| 7.  | Rollin'                | 4:21  |
| 8.  | No Mercy               | 2:34  |
| 9.  | Break 'em              | 3:20  |
| 10. | Body of the Iron       | 3:01  |